# Geostachys smitinandii
Geostachys smitinandii är en enhjärtbladig växtart som beskrevs av Kai Larsen. Geostachys smitinandii ingår i släktet Geostachys och familjen Zingiberaceae.
Artens utbredningsområde är Thailand. Inga underarter finns listade i Catalogue of Life.